# Жанашаруа (Павлодарская область)
Жанашаруа (каз. Жаңашаруа) — село в Павлодарской области Казахстана. Находится в подчинении городской администрации Аксу. Входит в состав Сарышыганакского сельского округа. Код КАТО — 551669200.

## Население
В 1999 году население села составляло 232 человека (114 мужчин и 118 женщин). По данным переписи 2009 года, в селе проживали 154 человека (79 мужчин и 75 женщин).